# Syrphophagus lineola
Syrphophagus lineola är en stekelart som först beskrevs av Mayr 1876.  Syrphophagus lineola ingår i släktet Syrphophagus och familjen sköldlussteklar. Inga underarter finns listade i Catalogue of Life.